# 133 Dywizja Forteczna
133 Dywizja Forteczna (niem. 133. Festungs-Division) – jedna z niemieckich dywizji fortecznych. Utworzona w styczniu 1944 na Krecie z dowództwa Brygady Fortecznej Kreta. Podporządkowana Grupie Armii F. Rozwiązana w styczniu 1945 roku, część jednostek dostała się do niewoli brytyjskiej.

## Dowódcy
- gen. Christian Wittstatt (do marca 1944)
- gen. Ernst Klepp (do października 1944)
- gen. Georg Benthack (do stycznia 1945)

## Skład
- 212 Batalion Pancerny
- 733 Pułk Grenadierów
- 746 Pułk Grenadierów
- 619 Pułk Artylerii
- jednostki dywizyjne